# Como (província)
A província de Como é uma província italiana da região da Lombardia com cerca de 537 500 habitantes, densidade de 417 hab/km². Está dividida em 163 comunas, sendo a capital Como.
Faz fronteira a norte e a oeste com a Suíça (cantões do Tessino e Grisões), a leste com a província de Sondrio e a província de Lecco, a sul com a província de Monza e Brianza e a oeste com a província de Varese.
Possui um enclave no território suíço (comuna de Campione d'Italia).